# Yelizaveta Kruglikova
Yelizaveta Serguéyevna Kruglikova (en ruso: Елизавета Сергеевна Кругликова; 19 de enero de (31 de enero nuevo calendario) de 1865, San Petersburgo - 21 de julio de 1941, Leningrado) fue una pintora ruso-soviética, grabadora, siluestista y monotipista. 

## Trayectoria
Kruglikova nació en San Petersburgo, hija del matrimonio Serguéi Nikoláyevich Kruglikov (1832-1910) y Olga Yuliyevna Neiman (1836-1922). Su padre era militar y pintor aficionado, y su abuelo, Nikolái Aleksándrovich Kruglikov (1788-1868), era un pintor profesional. En 1880, mientras vivía con su padre en Poltava, conoció a artistas asociados con el Peredvízhniki y decidió dedicarse profesionalmente al arte. De 1890 a 1895, recibió clases en la Escuela de Pintura, Escultura y Arquitectura de Moscú, donde estudió con Illarion Prianishnikov, Serguéi Korovin y Abram Arjípov.
En 1895, marchó a París para continuar sus estudios en la Académie Colarossi y la Académie Vitti. Allí, en 1900 estableció su propio estudio y, a partir de 1902, comenzó a estudiar grabado de la mano de Joseph-Victor Roux-Champion (1871-1953). A partir de 1909, comenzó a dar clases como maestra en la Académie de La Palette.
Al comienzo de la Primera Guerra Mundial, regresó a San Petersburgo y se unió al movimiento artístico y revista rusa Mir iskusstva. En 1916, publicó un libro de monotipos llamado París en la víspera de la guerra y donó las ganancias a artistas rusos que se quedaron varados en Francia debido a la guerra.
En 1919, fue una de las fundadoras del State Puppet Theatre, donde también diseñó títeres. Este teatro fue el predecesor del Teatro Central de Marionetas del Estado fundado por Sergey Obraztsov en 1931. De 1922 a 1929, fue profesora en los Vjutemás (Estudios Técnicos y de Arte Superior y anteriormente Academia Imperial de las Artes), donde enseñó pintura teatral y decorativa. También se encargó del diseñó de carteles y publicó una serie popular de siluetas, Poetas, y posteriormente Líderes de la Revolución.
Participó en prácticamente todas los exposiciones  celebradas en la Unión Soviética durante su época, y en muchas del extranjero, incluida la Bienal de Venecia (1928). Inactiva durante gran parte de la década de 1930, Kruglikova fue objeto de un retrato a lápiz en 1933 por Piotr Neradovski y de pinturas de Mikhail Nestorov en 1938 y 1939. En 1939 fue a Moscú para ayudar a organizar una exposición con obras de los antiguos miembros de Mir Iskusstva. 
Fue conocida principalmente por sus monotipos y por revivir técnicas antiguas de grabado e impresión, como el mezzotint y el aguatinta, En 2009, el Cuarto Festival Internacional de Monotipos se dedicó a ella. 
Yelizaveta Kruglikova murió el 21 de julio de 1941 en Leningrado (actualmente, San Petersburgo). 

### Familia
Kruglikova pintó un retrato de su hermano en 1910, sentado en el porche de su casa de campo y sosteniendo un libro. Su hermano fue Nikolái Serguéyevich Kruglikov (16 de noviembre [28 de noviembre del nuevo calendario] de 1861, San Petersburgo - 28 de octubre de 1920, Petrogrado), un ingeniero conocido por trabajar como subdirector de construcción del ferrocarril de Ussurian (Vladivostok - Jabárovsk ) que trabajó para dos jefes de construcción sucesivos, Alexander Ivanovich Ursati (marzo de 1891-octubre de 1892) y Orest Polienovich Viazemski (octubre de 1892-noviembre de 1897). En 1909 fue uno de los fundadores de la Intimate Theatre Art Society.

## Otras lecturas
- Piotr Kornilov, Елизавета Сергеевна Кругликова. Жизнь и творчество (Vida y Obras), Художник РСФСР, 1969